# 캄포 데 홀라세타
캄포 데 홀라세타(스페인어: Campo de Jolaseta, 홀라세타의 구장)는 게초의 아레나스 게초의 주 축구장으로 1910년부터 1925년까지 네구리 동네에 있었다. 1925년, 아레나스 게초는 안방을 캄포 데 이바이온도로 옮겼고, 그 후로 2004년까지 고벨라 구장을 썼다. 2004년을 기준으로 아레나스 게초는 현대적인 신축 구장 캄포 무니시팔 데 고벨라에서 안방 경기를 한다.

아틀레틱 빌바오는 산 마메스에 정착하기 전에 이곳에서 3년을 머무르기도 했다.
홀라세타 구장은 1911년에 코파 델 레이 결승전을 주최했는데, 이 경기에서 아틀레틱 빌바오가 에스파뇰을 3—1로 꺾었다.